# Falam
Falam (in lingua birmana: ဖလမ်းမြို့) è una città della Birmania, situata nello Stato Chin.